# Kościół św. Anny w Dąbrówce
Kościół pw. św. Anny w Dąbrówce – rzymskokatolicki kościół parafialny należący do dekanatu Ostrołęka – Nawiedzenia Najświętszej Maryi Panny, diecezji łomżyńskiej, metropolii białostockiej.

## Historia
W 1891 kaplicę w Dąbrówce, zbudowaną w 1798, rozebrano. Z drewna po niej oraz z drewna z przeniesionego z Kadzidła kościoła wybudowano nową świątynię. Było to możliwe, bo w Kadzidle powstał nowy murowany kościół.
Kościół w Dąbrówce skończono w 1892, a w 1893 poświęcono. W kolejnym roku erygowano parafię. W tym czasie istniały już kościoły w Lemanie, Turośli i Łysych. Wraz ze świątynią w Dąbrówce tworzą zespół czterech budowli sakralnych określanych mianem kościołów w stylu kurpiowskim. Wszystkie mają dwie wieże w ścianie frontowej i trójkątny szczyt. Forma ta nawiązuje do klasycystycznych tympanonów.
Kościół w Dąbrówce jest wpisany do rejestru zabytków (A-458 z 12 lutego 1981).
W Muzeum Diecezjalnym w Łomży przechowywane są zabytki z kościoła w Dąbrówce: puszka z pokrywką z 1664 z herbem Ślepowron Szepietowskich oraz wczesnobarokowy kielich mszalny (ok. 1630–1640) z motywem uskrzydlonych główek anielskich.

## Architektura
Kościół stoi w centrum wsi Dąbrówka, na niewielkim wzniesieniu przy skrzyżowaniu dróg z Ostrołęki, Lelisa i Płoszyc. Jest drewniany, na fundamencie z otynkowanego kamienia polnego, szczytem zwrócony na zachód, orientowany. Ściany wystawiono w konstrukcji zrębowej. Kościół jest oszalowany zewnątrz i wewnątrz deskami pionowymi. Kościół został zbudowany na planie krzyża łacińskiego z trójbocznie zamkniętymi ramionami transeptu. Tak samo zamknięte jest prezbiterium, które jest węższe od nawy. Do prezbiterium przylegają symetryczne pomieszczenia: zakrystia i kruchta. Więźba dachowa krokwiowa wzmocniona jętkami na stolcami. Nad nawą główną dach jest dwuspadowy. Ma ażurową latarnię – taką samą jak na wieżach. Dach nad transeptem i prezbiterium jest trzyspadowy, a nad zakrystią i kruchtą pulpitowy.
Fasada jest dwukondygnacyjna, szczyt flantują dwie wieże w formach barokowych przeprute ażurowo. Wieże są nakryte niewielkimi kopułami zwieńczonymi kutymi metalowymi krzyżami. Kondygnacje fasady dzieli obity blachą wydatny gzyms. W ścianie fasadowej na osi symetrii umieszczono dwuskrzydłowe drzwi wejściowe. Są spągowe i szalowane pionowo deskami. Podobne są drzwi boczne. W szczycie zawieszono ludowy drewniany krucyfiks flankowany trójkątnymi oknami. W drugiej kondygnacji fasady umieszczono trójdzielne okna o podziale poziomym. Elewacje boczna są identyczne, siedmiosowe, z ryzalitami wież z dwoma dwudzielnymi prostokątnymi oknami z nadślemiem, jedno nad drugim. Na środku części bocznej nawy głównej znajdują się drzwi flankowane przez okna. W zakończeniu ramion transeptu umieszczono po jednym oknie w środkowej ścianie. Elewacja wschodnia (prezbiterium) ma jedno okno.
Kościół ma drewniany strop. W nawie głównej, transepcie i prezbiterium widać wydatną fasetę. Podłogi zbudowano z desek. Schody na chór muzyczny są drewniane i dwubiegowe. Do kruchty przy prezbiterium prowadzą jednoskrzydłowe drzwi szalowane w romby. Zakrystia jest ślepa. Okna w kościele są prostokątne, podwójne, osadzone w drewnianych ramach. Okna wewnętrzne zdobione są witrażami.
Ramiona transeptu otwierają się ku nawie głównej potrójnymi ostrołukowymi arkadami na słupach. Chór muzyczny stoi na drewnianych słupach. Między nimi widać trzy arkady o odcinkowych łukach. Prezbiterium oddziela od nawy tralkowa balustrada. Powierzchnia użytkowa dzwonnicy to 420 m², a kubatura – 3870 m³.
W głównym ołtarzu znajduje się obraz Matki Boskiej z Dzieciątkiem w otoczeniu aniołów z połowy XVIII wieku. Na obraz nałożono sukienki i drewniane korony. W zwieńczeniu ołtarza stoi figura św. Józefa. Obraz w ołtarzu głównym flankują figury św. Piotra i Pawła. W lewym ołtarzu bocznym zawieszono obraz Matki Bożej Nieustającej Pomocy. W prawym ołtarzu stoi figura Serca Jezusowego. Nad nią wisi obraz św. Stanisława Kostki. W neobarokowej stylistyce, oprócz ołtarzy, utrzymane są ambona i prospekt organowy.
W kościele zachowało się granitowe aspersorium, ludowe feretrony (z obrazami Matki Bożej Karmiącej i św. Szymona, z obrazami św. Floriana i św. Walentego, z obrazami Matki Bożej Częstochowskiej i Matki Bożej z Dzieciątkiem użytym wtórnie, ozdobionym w tondach przedstawieniami Nawiedzenia NMP i Zmartwychwstałego Chrystusa), 7 ludowych krucyfiksów. Na ołtarzu stoi cynowy krzyż z I połowy XIX wieku.

## Galeria

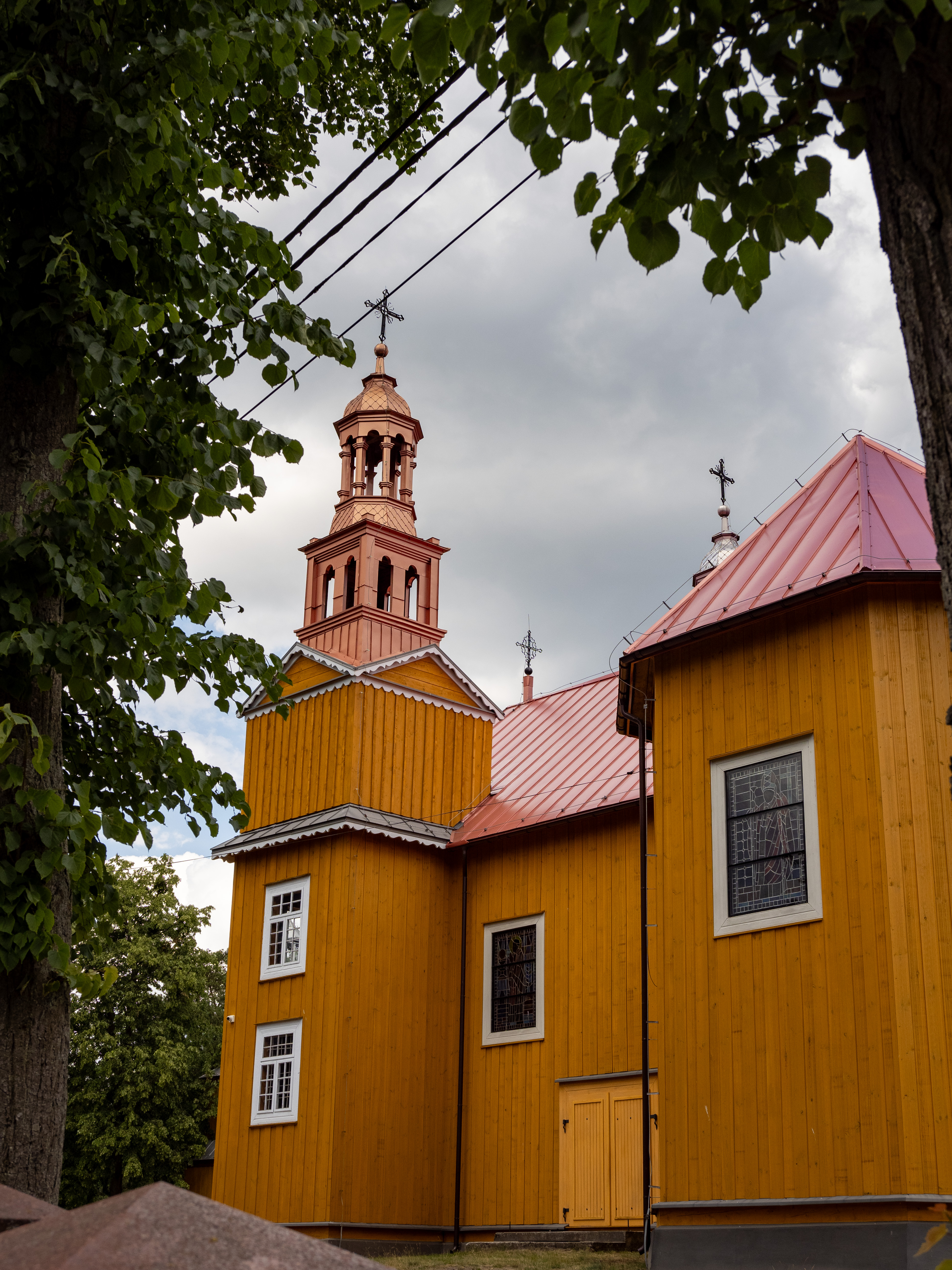
Budynek kościoła z boku
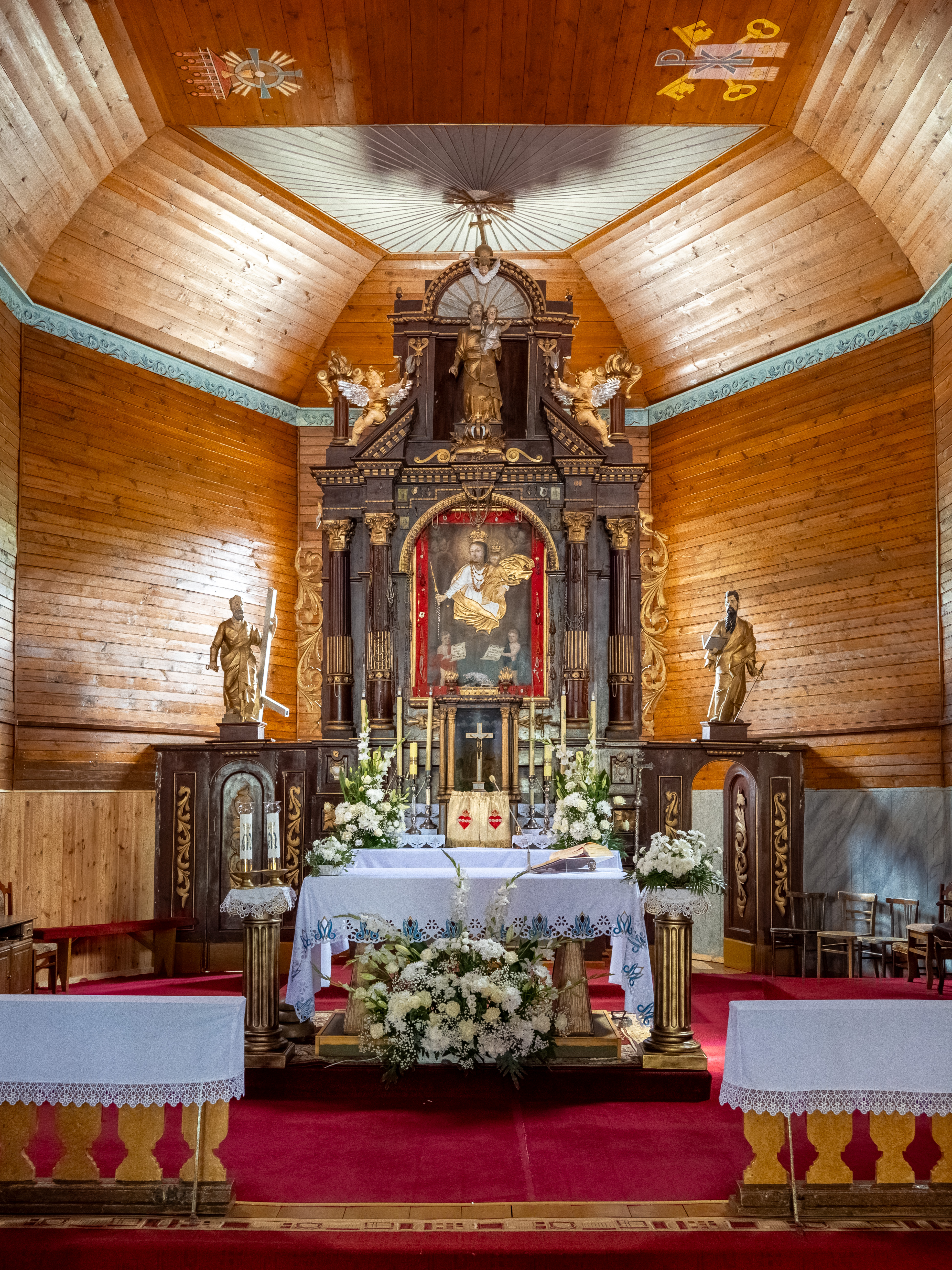
Ołtarz główny z obrazem z XVIII wieku
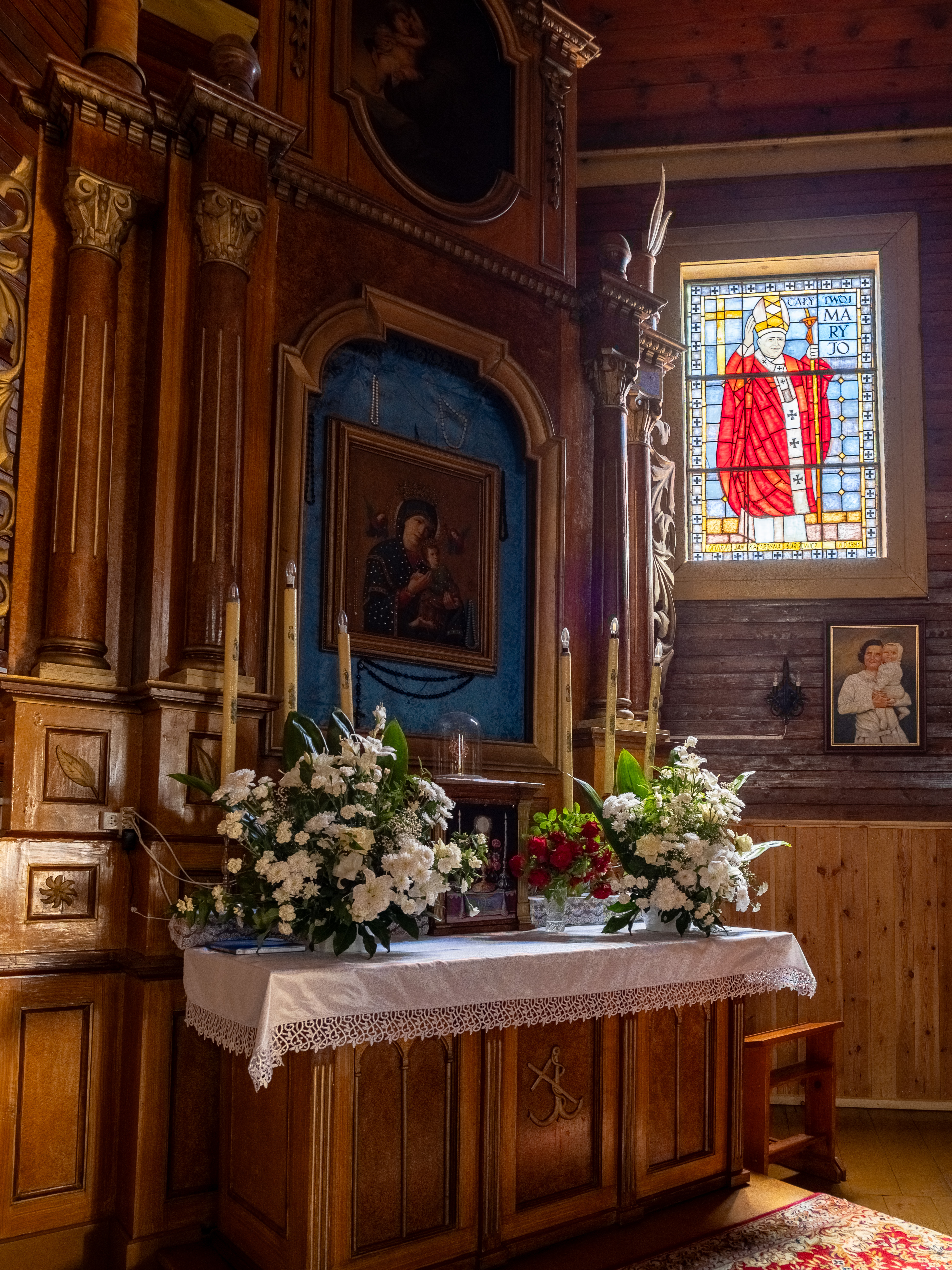
Boczny ołtarz
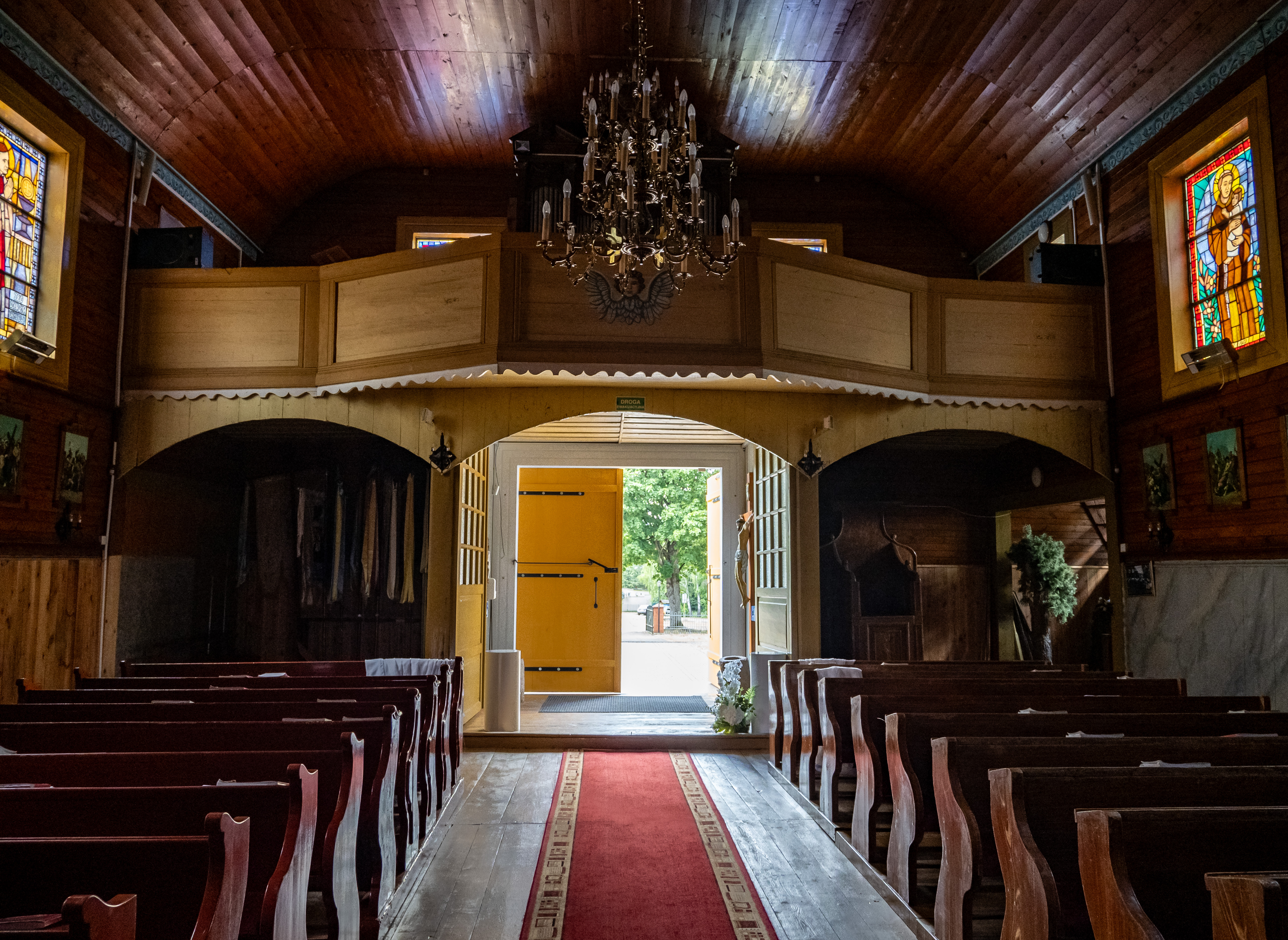
Wnętrze widoczne od strony ołtarza